# Chaetoderma pacificum
Chaetoderma pacificum är en blötdjursart som först beskrevs av Mathilde Schwabl 1963.  Chaetoderma pacificum ingår i släktet Chaetoderma och familjen Chaetodermatidae. Inga underarter finns listade i Catalogue of Life.